# Ubangi-Schari

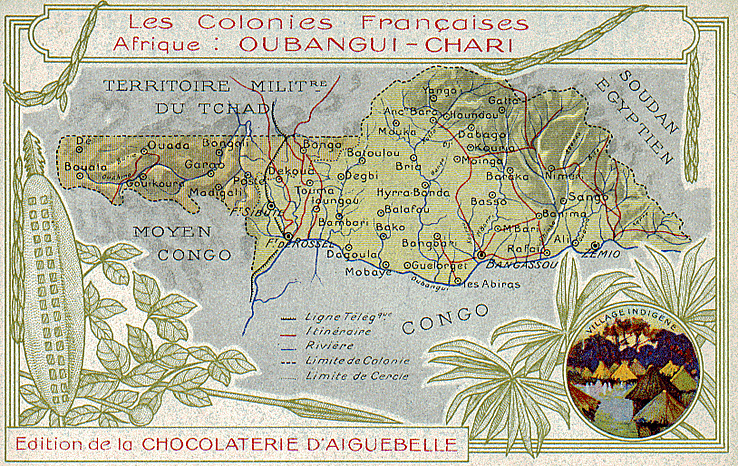
Darstellung der Umrisse Ubangi-Scharis 1910 auf einem zeitgenössischen Schokoladenbildchen

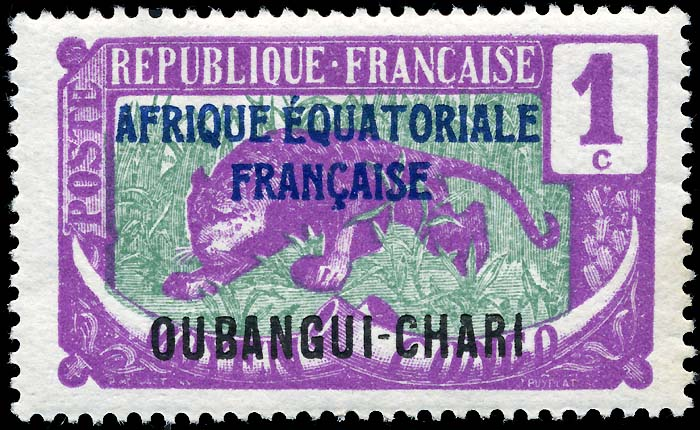
Briefmarke von 1924, die die Rangordnung der Verwaltung wiedergibt: Republik Frankreich – Äquatorialafrika – Ubangi-Schari

Ubangi-Schari (Eindeutschung der französischen Originalbezeichnung Oubangui-Chari) war ab 1894 die Bezeichnung für ein Gebiet in Zentralafrika, das 1910 Teil der Kolonie Französisch-Äquatorialafrika wurde. Nach der Eingliederung eines nordöstlichen Teiles der ehemaligen deutschen Kolonie Kamerun 1916 im Verlauf des Ersten Weltkriegs deckte sich das Gebiet Ubangi-Schari weitgehend mit dem Staatsgebiet der seit 1960 unabhängigen Zentralafrikanischen Republik.

## Geschichte Ubangi-Scharis
Die Bezeichnung Ubangi-Schari wurde aus den beiden großen Flüssen des Gebietes gebildet: des Ubangi und des Schari.
Um 1903 errichteten die Franzosen in dem wirtschaftlich für sie wenig interessanten Gebiet eine Kolonialverwaltung, um Ansprüchen anderer Mächte zuvorzukommen. 1906 vereinten sie das Gebiet mit ihrer Kolonie Tschad, bis es 1910 Teil des größeren Französisch-Äquatorialafrika wurde. Mit der Gründung der Zentralafrikanischen Republik verschwand die Bezeichnung Ubangi-Schari von den Landkarten.